# Enicospilus albiger
Enicospilus albiger là một loài tò vò trong họ Ichneumonidae.